# Javier Murguialday
Javier Murguialday Chasco, né le 4 février 1962 à Agurain en Biscaye, est un ancien coureur cycliste espagnol. Professionnel de 1986 à 1994, il a notamment remporté le Challenge de Majorque et une étape du Tour de France 1992.
Son fils Jokin est également cycliste professionnel depuis 2021.

## Palmarès

### Palmarès amateur
- 1984
  - 2e du Tour de la Bidassoa
  - 3e de la Clásica de Alcobendas
- 1985
  - Memorial Valenciaga

### Palmarès professionnel
- 1988
  - 2e du GP Llodio
- 1989
  - 2e étape du Tour des vallées minières
  - 2e du Tour des vallées minières
- 1990
  - 3e du Tour des Asturies
- 1992
  - 2e étape du Tour de France
  - Classement général du Challenge de Majorque

### Résultats sur les grands tours

#### Tour de France
6 participations
- 1987 : abandon
- 1988 : 114e
- 1989 : 48e
- 1991 : 22e
- 1992 : 26e, vainqueur de la 2e étape
- 1993 : 16e

#### Tour d'Espagne
6 participations
- 1989 : 22e
- 1990 : 27e
- 1991 : abandon
- 1992 : 31e
- 1993 : 95e
- 1994 : 48e